# Brunellia crenata
Brunellia crenata är en tvåhjärtbladig växtart som beskrevs av Adolf Engler. Brunellia crenata ingår i släktet Brunellia och familjen Brunelliaceae. Inga underarter finns listade i Catalogue of Life.